# Iskupljenje u Shawshanku
Iskupljenje u Shawshanku (eng. The Shawshank Redemption) je zatvorska drama redatelja i scenarista Franka Darabonta iz 1994. s Timom Robbinsom i Morganom Freemanom u glavnim ulogama. Film je nastao kao adaptacija romana Stephena Kinga, Rita Hayworth i iskupljenje u Shawshanku.
Priča se vrti oko zatvorskog života Andyja Dufresnea, nakon što je osuđen za ubojstvo supruge i njezina ljubavnika. Unatoč slaboj zaradi (djelomično zbog uspjeha filmova kao što su Forrest Gump, Pakleni šund i  Brzina), film je zaradio odlične kritike te ostaje važan dio popularne kulture. Konstantno se nalazi na popisu najboljih filmova svih vremena.

## Radnja
Nakon što je nepravedno optužen zbog ubojstva supruge i njezina ljubavnika, Andy Dufresne je osuđen na dvije doživotne robije i poslan u zloglasni zatvor Shawshank. Tijekom njegove prve noći, barbarsko ponašanje zatvorskih čuvara, predvođenih šefom Byronom Hadleyjem, dovodi do smrti jednog drugog zatvorenika koji je došao isti dan. Nakon mjesec dana, Dufresne se upoznaje s Ellisom Reddingom, znanog kao Red, i njegovim prijateljima. Prijateljstvo počinje nakon što Red, "čovjek koji zna nabaviti stvari", nabavlja Dufresneu čekić, koji će on koristiti za svoj hobi skupljanja i oblikovanja kamenja.
Tijekom prvih godina u zatvoru, Dufresne radi u zatvorskoj praonici, gdje ga seksualno zlostavlja grupa sadističkih homoseksualaca, poznatih kao "Sestre". Andy je prije osude bio bankar koji se bavio porezima, što primjećuje i Hadley. Nakon što mu je sredio neke papire vezane za porez, premješten je u knjižnicu, gdje će raditi s Brooksom Hatlenom. Ubrzo tu uređuje svoj mali ured u kojem obrađuje porezne prijave za zatvorske čuvare. Tijekom svog rada u knjižnici, Dufresne počinje tražiti pomoć kako bi je uredio. Nakon što je opet silovan, čuvari se brutalno osvećuju počinitelju, i postaje jasno da počinju štiti Andyja. Nakon što je silovatelj hospitaliziran, Andyjevim mukama dolazi kraj.
Upravitelj Samuel Norton iskorištava Andyjeve vještine i pokreće programe u kojima zatvorenici rade za ugovore u građevinskim poslovima, cestovnoj izgradnji i drugim fizičkim poslovima. Norton angažira Dufresnea kako bi prikrio svoju utaju poreza stvorivši drugi, lažni identitet. Iste godine obnovljena je knjižnica i Dufresne počinje educirati zatvorenike kako bi završili srednju školu. Mladi zatvorenik, Tommy, dolazi u Shawshank 1965. i potvrđuje Andyju da nije kriv za ubojstvo žene i njezina ljubavnika. Bojeći se gubitka čovjeka koji mu omogućuje utaju poreza, Norton ubija Tommyja, a Andyja šalje u samicu. Dva mjeseca poslije, Andy se vraća kao potpuno slomljen čovjek, a Red i njegovi prijatelji su zabrinuti da ne počini samoubojstvo. Sljedećeg jutra nestaje iz ćelije i pokreće se istraga.
Postaje jasno da je Andy Dufresne pobjegao iz zatvora prokopavši tunel kroz zidove čekićem koji je dobio nakon pritvaranja. Zabilježivši korupciju u zatvoru, šalje svoje bilješke lokalnim novinama i odlazi s Nortonovim blagom, obučen kao 'čovjek s bankovnim računima'. Odbivši uhićenje, Norton se ubija. Kad je Red konačno pušten iz zatvora, počinje slijediti upute koje mu je dao Andy i pronalazi daljnje instrukcije skrivene pod stablom, koje ga konačno dovode do Andyja, na obali Meksika.

## Glumci
- Tim Robbins - Andy Dufresne
- Morgan Freeman - Ellis Boyd "Red" Redding
- Bob Gunton - upravitelj Samuel Norton
- William Sadler - Heywood
- Clancy Brown - Byron Hadley
- Gil Bellows - Tommy Williams
- Mark Rolston - Bogs Diamond
- James Whitmore - Brooks Hatlen

## Produkcija
Darabont je otkupio prava na film od Stephena Kinga još 1987. nakon što je impresionirao autora svojom kratkom filmskom adaptacijom njegova ranijeg uratka, "The Woman in the Room" 1983. Bio je to jedan od najslavnijih Kingovih dogovora s filmašima o otkupu prava. Darabont je poslije režirao film Zelena milja, koji je također zasnovan na drugom djelu Stephena Kinga.
Iskupljenje u Shawshanku snimano je u okolici Mansfielda, Ohio. Zatvor iz filma je stari, napušteni zatvor u Ohiju. Isti zatvor korišten je i u drugim filmovima, između ostalih u Harry and Walter Go to New York, Air Force One i Tango i Cash. Veći dio zatvorskog dvorišta je poslije srušen kako bi se našlo mjesta za proširenje susjednog zatvora, Richlanda, ali glavni dio starog zatvora ("Dvorac Drakula") je ostao na mjestu, te postao turistička atrakcija zbog prikaza u filmovima. Neke scene su snimane u Portlandu, Maine, i Lucasu, Ohio. Pravi upravitelj zatvora Richland pojavio se kao zatvorenik koji sjedi odmah iza Tommyja u autobusu.
Sin Morgana Freemana, Alfonso, pojavio se na slikama mladog Reda. Alfonso se pojavljuje i u dvorištu, kad je Andy stigao u zatvor, kao jedan od zatvorenika koji viču "Svježa Riba! Svježa Riba!". Alfonso je kasnije glumio Reda u parodiji na film, šaljivo nazvanoj The Sharktank Redemption, koja je dostupna na dvostrukom DVD izdanju u povodu 10. godišnjice filma.

## Interpretacije

### Integritet
Roger Ebert napisao je kako je integritet Andyja Dufresnea važna tema filma, pogotovo u zatvoru, gdje poštenje slabi. Andy zadržava moral među kriminalcima s vrlo malo integriteta.

### Kršćanske interpretacije
Neki kritičari su intepretirali film kao kršćansku parabolu zbog priče o nadi i iskupljenju, a neki kršćanski kritičari napomenuli su kako je to film o "istinskim kršćanskim vrijednostima." Redatelj Darabont je u audio-komentaru na DVD-u opovrgnuo tvrdnje kako je htio stvoriti takvu parabolu, a takve interpretacije je nazvao "sanjarskim".

## Kritike
Godine 1999. je Roger Ebert uvrstio film u svoju zbirku "Great Movies", a čitatelji časopisa Empire film su postavili na 4. mjesto 2004., i prvo 2006. u izboru najboljih filmova svih vremena. Na IMDb-ovom popisu najboljih filmova u povijesti, korisnici portala su ga ocijenili s 9,3 (jedini film uz Kuma 9,2) i nalazi se na prvom mjestu s uvjerljivo najvećim brojem glasova.
Godine 1994. film je bio nominiran za sedam Oscara (najbolji film, najbolji glumac (Morgan Freeman), adaptirani scenarij, snimka, montaža, glazba i zvuk), ali je ostao u sjeni velikog pobjednika te godine, filma Forrest Gump, te nije uspio osvojiti nijednu nagradu.

## Vanjske poveznice
- Iskupljenje u Shawshanku u internetskoj bazi filmova IMDb-a
- Scenarij filma
- The Shawshank Redemption at the Arts & Faith Top100 Spiritually Significant Films list